# Улица Третьего Интернационала (Ногинск)
Улица Третьего Интернационала — главная и центральная улица Ногинска.

## История
Улица названа в честь международной революционной пролетарской организации нового типа, просуществовавшей до 1943 года. К тому времени, в связи с ростом авторитета и влияния коммунистических партий назрела необходимость изменения организационных форм руководства. Коммунистические партии в каждой стране были в состоянии строить свою тактику и самостоятельно решать социальные и интернациональные задачи. Поэтому исполком Коминтерна в 1943 году принял решение о роспуске Третьего коммунистического Интернационала. Большая заслуга Коминтерна состояла в том, что он восстановил и упрочил международные связи трудящихся, вырастил боевых руководителей коммунистического и рабочего движения. Создание Коминтерна было исторической необходимостью после краха второго Интернационала.

## Трасса
Улица идёт как продолжение Магистральной улицы на пересечении с Мирной улицей и заканчивается на круговом движении улиц Климова, Советской, Комсомольской и Шоссе Энтузиастов. Участок от улицы Трудовой и до Патриаршей является пешеходной зоной.

## Транспорт
Транспортное сообщение здесь развито автобусами и маршрутными такси, до 2016 года здесь проходила однопутная линия трамвая.